# スレドナ・ゴラ山脈
スレドナ・ゴラ山脈（ブルガリア語: Срѐдна гора̀ / Sredna Gora）は、ブルガリア中部の山脈である。バルカン山脈（スタラ・プラニナ）の南に平行して、西はイスクル川（Iskar）から、東はヤンボルの北のトゥンジャ川（Tundzha）が南に折れ曲がるところまで285キロメートルにわたって続いており、幅は最大で50キロメートルに達する。最高峰はゴリャム・ボグダン峰（Голям Богдан / Goryam Bogdan、1604メートル）である。
山脈は、トプロニツァ川（Topolnitsa）とストリャマ川（Stryama）によって、西部、中部、東部の3つに区切ることができる。
スレドナ・ゴラ山脈の動物相は、ブルガリアのほかの地域に比べると貧弱であり、典型的な中央ヨーロッパの動物種が見られる。

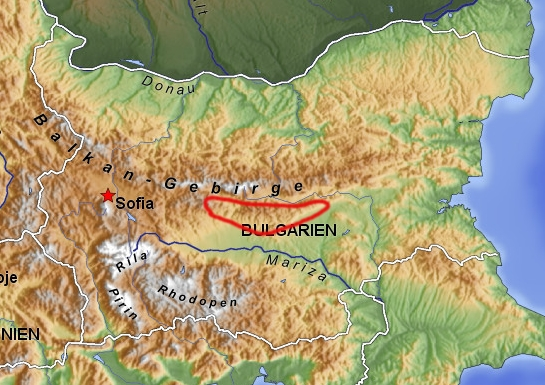
スレドナ・ゴラ山脈の位置